# Isaac Oceja
Isaac Oceja Oceja (Escalante, 29 maggio 1915 – Barakaldo, 27 settembre 2000) è stato un allenatore di calcio e calciatore spagnolo, di ruolo difensore.

## Carriera

### Club
Debutta nella Primera División con l'Athletic Bilbao il 6 gennaio 1935, nella partita Athletic-Real Madrid (4-1).
Con i baschi disputa dodici stagioni, nelle quali colleziona 239 partite (186 in campionato), vincendo tre Coppe del Generalìsimo e due scudetti.
Chiude la carriera nel 1949, dopo un campionato tra le file del Real Saragozza, squadra guidata l'anno successivo con il ruolo di allenatore.

### Nazionale
Conta 4 presenze con la Nazionale di calcio della Spagna. Il suo debutto risale al 12 gennaio 1941 in Portogallo-Spagna (2-2).

## Palmarès

### Competizioni nazionali
- Campionato spagnolo: 2

Athletic Bilbao: 1935-1936, 1942-1943
- Coppa di Spagna: 3

Athletic Bilbao: 1943, 1944, 1945